# Futbol Club Barcelona 2003-2004

## Rosa
| N. |                        | Ruolo | Calciatore               |
| -- | ---------------------- | ----- | ------------------------ |
| 1  | Turchia (bandiera)     | P     | Rüştü Reçber             |
| 2  | Paesi Bassi (bandiera) | D     | Michael Reiziger         |
| 3  | Paesi Bassi (bandiera) | C     | Edgar Davids             |
| 4  | Messico (bandiera)     | D     | Rafael Márquez           |
| 5  | Spagna (bandiera)      | D     | Carles Puyol             |
| 6  | Spagna (bandiera)      | C     | Xavi                     |
| 7  | Argentina (bandiera)   | A     | Javier Saviola           |
| 8  | Paesi Bassi (bandiera) | C     | Phillip Cocu             |
| 9  | Paesi Bassi (bandiera) | A     | Patrick Kluivert         |
| 10 | Brasile (bandiera)     | A     | Ronaldinho               |
| 11 | Paesi Bassi (bandiera) | A     | Marc Overmars            |
| 12 | Paesi Bassi (bandiera) | D     | Giovanni van Bronckhorst |
| 14 | Spagna (bandiera)      | C     | Gerard López             |
| 16 | Spagna (bandiera)      | D     | Mario Abrante            |
| 18 | Spagna (bandiera)      | C     | Gabri                    |

| N. |                       | Ruolo | Calciatore        |
| -- | --------------------- | ----- | ----------------- |
| 20 | Portogallo (bandiera) | C     | Ricardo Quaresma  |
| 21 | Spagna (bandiera)     | C     | Luis Enrique      |
| 22 | Spagna (bandiera)     | A     | Luis García       |
| 23 | Brasile (bandiera)    | C     | Thiago Motta      |
| 24 | Spagna (bandiera)     | C     | Andrés Iniesta    |
| 25 | Spagna (bandiera)     | P     | Víctor Valdés     |
| 26 | Spagna (bandiera)     | C     | Ramón Ros         |
| 27 | Spagna (bandiera)     | D     | Óscar López       |
| 28 | Spagna (bandiera)     | P     | Albert Jorquera   |
| 32 | Spagna (bandiera)     | D     | Oleguer Presas    |
| 36 | Spagna (bandiera)     | A     | Sergio García     |
| 37 | Spagna (bandiera)     | A     | Sergio Santamaría |
| 3  | Svezia (bandiera)     | D     | Patrik Andersson  |
| 35 | Spagna (bandiera)     | D     | Fernando Navarro  |

### Staff tecnico
- Allenatore:   Frank Rijkaard

## Divise
| Casa | Trasferta | Terza divisa |